# ロド・サヤゲス
ロド・サヤゲス（Rodo Sayagues）は、ウルグアイの脚本家、プロデューサー、映画監督、ソングライターである。フェデ・アルバレスの監督映画『死霊のはらわた』（2013年）、『ドント・ブリーズ』（2016年）、『エイリアン:ロムルス』（2024年）の共同脚本、『ドント・ブリーズ2』（2021年）の監督を務めたことで知られる。

## キャリア
複数の短編映画の脚本を書いた後にサヤゲスは、1981年の同名映画のリメイクであるフェデ・アルバレス監督の『死霊のはらわた』（2013年）で長編映画デビューする。彼は2016年のホラー映画『ドント・ブリーズ』でもアルバレスと組んだ。2016年5月3日、ワーナー・ブラザースは『Monsterpocalypse』の脚本執筆のためにアルバレスとサヤゲスを起用した。2016年10月11日、コロンビア ピクチャーズは『Incognito』の権利を獲得し、サヤゲス、ダニエル・ケイシー、アルバレスを脚本家執筆のため雇った。2017年7月、サヤゲスとアルバレスはジェイソン・アイズナー監督、サイモン・バレット脚本によるタイトル不明のテクノ・スリラー映画のプロデューサーとして雇われた。
2018年11月、サヤゲスとアルバレスは2013年の『死霊のはらわた』の続編の脚本家として起用された。2019年9月、サヤゲスとアルバレスは『悪魔のいけにえ -レザーフェイス・リターンズ-』の脚本家として雇われた。2020年1月、サヤゲスは『ドント・ブリーズ2』の監督兼共同脚本として雇われて監督デビューを果たし、2021年8月31日に公開された2020年4月、サヤゲスはゾンビ映画『16 States』をプロデュースする契約をライオンズゲートと交わした。2023年3月、サヤゲスとアルバレスが『エイリアン:ロムルス』（2024年）の共同脚本を務めることが発表された。

## フィルモグラフィ

### 短編映画
| 年   | タイトル          | 役割       | 備考       | 参照   |
| ---- | ----------------- | ---------- | ---------- | ------ |
| 2005 | El Cojonudo       | 脚本・製作 |            | [ 16 ] |
| 2009 | Ataque de pánico! | 脚本・出演 | 電話の男役 | [ 17 ] |

### 長編映画
| 年   | タイトル                                                            | 役割                               | 備考                                     | 参照          |
| ---- | ------------------------------------------------------------------- | ---------------------------------- | ---------------------------------------- | ------------- |
| 2013 | 死霊のはらわた Evil Dead                                            | 脚本                               | 楽曲「Baby, Little Baby」の作詞も兼任    | [ 1 ]         |
| 2016 | ドント・ブリーズ Don't Breathe                                      | 脚本・製作                         |                                          | [ 12 ]        |
| 2017 | ハッパGoGo 大統領極秘指令 Misión no oficial                         | 製作総指揮                         |                                          |               |
| 2018 | 蜘蛛の巣を払う女 The Girl in the Spider's Web                       | ソングライター                     | 楽曲「Theta」のプロデュース・作詞        | [ 18 ]        |
| 2021 | ドント・ブリーズ2 Don't Breathe 2                                   | 監督・脚本・キャラクター創造・製作 | サウンドトラックでエレキギター奏者を兼任 | [ 19 ] [ 20 ] |
| 2022 | 悪魔のいけにえ -レザーフェイス・リターンズ- Texas Chainsaw Massacre | 原案・製作                         |                                          | [ 21 ] [ 22 ] |
| 2024 | エイリアン:ロムルス Alien: Romulus                                  | 脚本                               |                                          |               |

### テレビシリーズ
| 年   | タイトル | 役割           | 備考                          | 参照   |
| ---- | -------- | -------------- | ----------------------------- | ------ |
| 2021 | Calls    | 共同製作総指揮 | 計8話担当                     | [ 23 ] |
| 2021 | Calls    | 脚本           | 第5話「Me, Myself & Darlene」 | [ 23 ] |